# Clastobryum panchoi
Clastobryum panchoi är en bladmossart som beskrevs av Pierre Tixier 1969. Clastobryum panchoi ingår i släktet Clastobryum och familjen Sematophyllaceae. Inga underarter finns listade i Catalogue of Life.